# トウケイホープ
トウケイホープは、日本の競走馬、種牡馬である。当初は南関東公営競馬で、のちに岩手競馬に移籍して活躍した。日本国内の競馬での連続連対記録（41連対、2008年現在）を持つトウケイニセイは唯一の牡馬の産駒である。

## 競走成績
馬齢は、旧表記を用いる。
1976年に生まれたトウケイホープは、大井競馬場の大山末治厩舎に入る。
3歳時は、2着2回。4歳になって初勝利をあげたあと、この年は5勝をあげる。
5歳になり、条件戦を3連勝する。その勢いで臨んだ帝王賞で最下位に沈んだあとなかなか勝ちきれずに人気を落とすが、関東盃で初重賞制覇を果たす。重賞で2着を続けて臨んだ年末の大一番東京大賞典では、逃げ切り優勝。
6歳時は報知オールスターカップに勝利するも、ほかのレースでは凡走が続く。
7歳になり中央競馬入りするが、スワンステークスではいいところがなく、その後岩手県の盛岡競馬場に転厩する。岩手時代の強さは圧倒的であった。2連勝したあと、東北サラブレッド大賞典、北上川大賞典、桐花賞と重賞を3連勝。さらに8歳になっても赤松杯、桂樹杯に勝ち7連勝を飾る。続くみちのく大賞典では2着に敗れるも、シアンモア記念、桐花賞と連勝。9歳となってからも赤松杯に勝ったが、その後は惜敗が続き引退した。

## 繁殖成績
引退後は種牡馬となったが、競走馬として登録された産駒はわずか4頭しかおらず、牡馬は1頭しかいなかった。しかし、その唯一の牡馬こそが父が名を馳せた岩手競馬に所属し、当地の大レースを勝ちまくり、通算43戦39勝という成績を挙げ地方競馬史上に残る名馬となったトウケイニセイである。トウケイニセイ以外の3頭も岩手競馬で勝ち星を挙げており、出走した産駒すべてが勝ち上がっている。

## 血統表
| トウケイホープの血統ナスルーラ系 / Nearco4×5×5=12.50%、Blenheim II4×5=9.38%、Bull Dog4×5=9.38% | トウケイホープの血統ナスルーラ系 / Nearco4×5×5=12.50%、Blenheim II4×5=9.38%、Bull Dog4×5=9.38% | トウケイホープの血統ナスルーラ系 / Nearco4×5×5=12.50%、Blenheim II4×5=9.38%、Bull Dog4×5=9.38% | （血統表の出典）         | （血統表の出典） |
| 父 *Eastern Fleet 1968 鹿毛                                                                    | 父の父Fleet Nasrullah 1955 鹿毛                                                                | Nasrullah                                                                                      | Nearco                   | Nearco           |
| 父 *Eastern Fleet 1968 鹿毛                                                                    | 父の父Fleet Nasrullah 1955 鹿毛                                                                | Nasrullah                                                                                      | Mumtaz Begum             |                  |
| 父 *Eastern Fleet 1968 鹿毛                                                                    | 父の父Fleet Nasrullah 1955 鹿毛                                                                | Happy Go Fleet                                                                                 | Count Fleet              | Count Fleet      |
| 父 *Eastern Fleet 1968 鹿毛                                                                    | 父の父Fleet Nasrullah 1955 鹿毛                                                                | Happy Go Fleet                                                                                 | Draeh                    |                  |
| 父 *Eastern Fleet 1968 鹿毛                                                                    | 父の母Amoret 1952 鹿毛                                                                         | Bull Lea                                                                                       | Bull Dog                 | Bull Dog         |
| 父 *Eastern Fleet 1968 鹿毛                                                                    | 父の母Amoret 1952 鹿毛                                                                         | Bull Lea                                                                                       | Rose Leaves              |                  |
| 父 *Eastern Fleet 1968 鹿毛                                                                    | 父の母Amoret 1952 鹿毛                                                                         | Mar-Kell                                                                                       | Blenheim II              | Blenheim II      |
| 父 *Eastern Fleet 1968 鹿毛                                                                    | 父の母Amoret 1952 鹿毛                                                                         | Mar-Kell                                                                                       | Nellie Flag              |                  |
| 母 エリモグレース 1972 鹿毛                                                                    | 母の父Sassafras 1967 鹿毛                                                                      | Sheshoon                                                                                       | Principitation           | Principitation   |
| 母 エリモグレース 1972 鹿毛                                                                    | 母の父Sassafras 1967 鹿毛                                                                      | Sheshoon                                                                                       | Noorani                  |                  |
| 母 エリモグレース 1972 鹿毛                                                                    | 母の父Sassafras 1967 鹿毛                                                                      | Ruta                                                                                           | *Ratfication             | *Ratfication     |
| 母 エリモグレース 1972 鹿毛                                                                    | 母の父Sassafras 1967 鹿毛                                                                      | Ruta                                                                                           | Dame D'Atour             |                  |
| 母 エリモグレース 1972 鹿毛                                                                    | 母の母*Fughetta 1967 鹿毛                                                                      | Ribot                                                                                          | Tenerani                 | Tenerani         |
| 母 エリモグレース 1972 鹿毛                                                                    | 母の母*Fughetta 1967 鹿毛                                                                      | Ribot                                                                                          | Romanella                |                  |
| 母 エリモグレース 1972 鹿毛                                                                    | 母の母*Fughetta 1967 鹿毛                                                                      | Noblesse                                                                                       | Mossborough              | Mossborough      |
| 母 エリモグレース 1972 鹿毛                                                                    | 母の母*Fughetta 1967 鹿毛                                                                      | Noblesse                                                                                       | Duke's Delight F-No.14-f |                  |